# Henriette-Philippine de Hohenlohe-Langenbourg
Henriette-Philippine de Hohenlohe-Langenbourg (en allemand Philippine Henriette von Hohenlohe-Langenburg) est née à Langenbourg (Comté d'Hohenlohe-Neuenstein) le 19 novembre 1679 et meurt à Bergzabern le 14 janvier 1751. Elle est la fille du comte Henri-Frédéric de Hohenlohe-Langenbourg (1625-1699) et de Julienne-Dorothée de Castell-Remlingen (1640-1706).

## Mariage et descendance
Le 25 avril 1699, elle se marie à Sarrebruck avec Louis-Crato de Nassau-Sarrebruck (1663-1713), fils de Gustave-Adolphe de Nassau-Sarrebruck (1632-1677) et de Éléonore-Claire de Hohenlohe-Neuenstein (1632-1709). Le couple a huit enfants :
- Elise (1700-1712) ;
- Éléonore Dorothée (1701-1702) ;
- Henriette (1702-1769) ;
- Caroline (1704-1774), mariée au comte Palatin du Rhin Christian III de Deux-Ponts-Birkenfeld ;
- Louise-Henriette de Nassau-Sarrebruck (6 décembre 1705 – 28 octobre 1766), qui épouse le prince Frédéric-Charles de Stolberg-Gedern (1693-1767) ;
- Éléonore (1er juillet 1707 – 15 octobre 1769), mariée au comte Louis de Hohenlohe-Langenbourg ;
- Louis (1709-1710) ;
- Christine (1711-1712).